# Lhota pod Libčany
Lhota pod Libčany (en allemand : Lhota unter Liebtschan) est une commune du district de Hradec Králové, dans la région de Hradec Králové, en Tchéquie. Sa population s'élevait à 973 habitants en 2022.

## Géographie
Lhota pod Libčany se trouve à 9 km au sud-est de Nechanice, à 11 km à l'ouest-sud-ouest de Hradec Králové et à 91 km à l'est-nord-est de Prague.
La commune est limitée par Libčany et Hvozdnice au nord, par Urbanice et Praskačka à l'est, par Osice au sud, par Syrovátka au sud-ouest et par Roudnice au nord-ouest.

## Histoire
La première mention écrite de la localité date de 1436.

## Administration
La commune se compose de deux sections :
- Lhota pod Libčany
- Hubenice

## Galerie

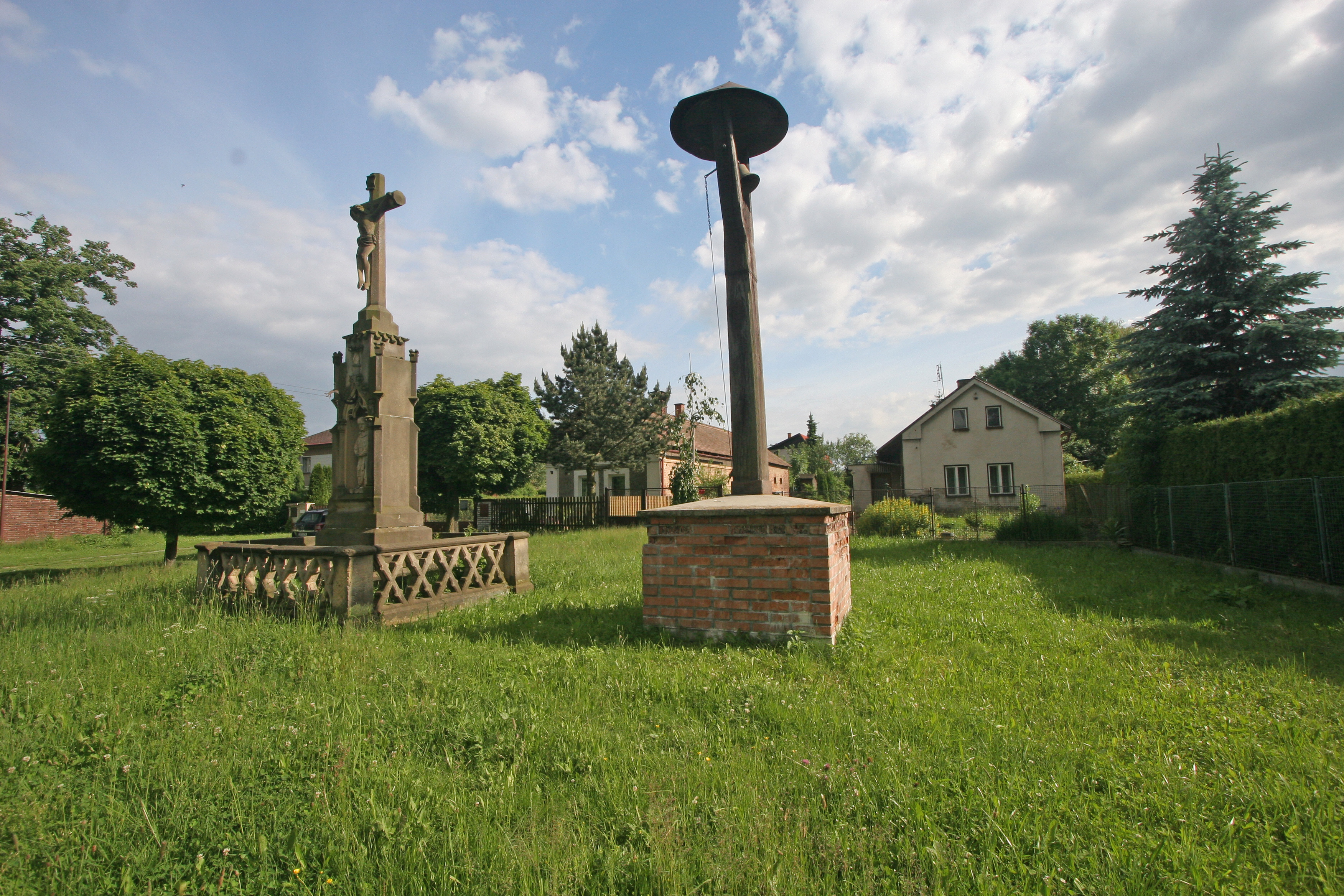
Croix et clocher à Hubenice .
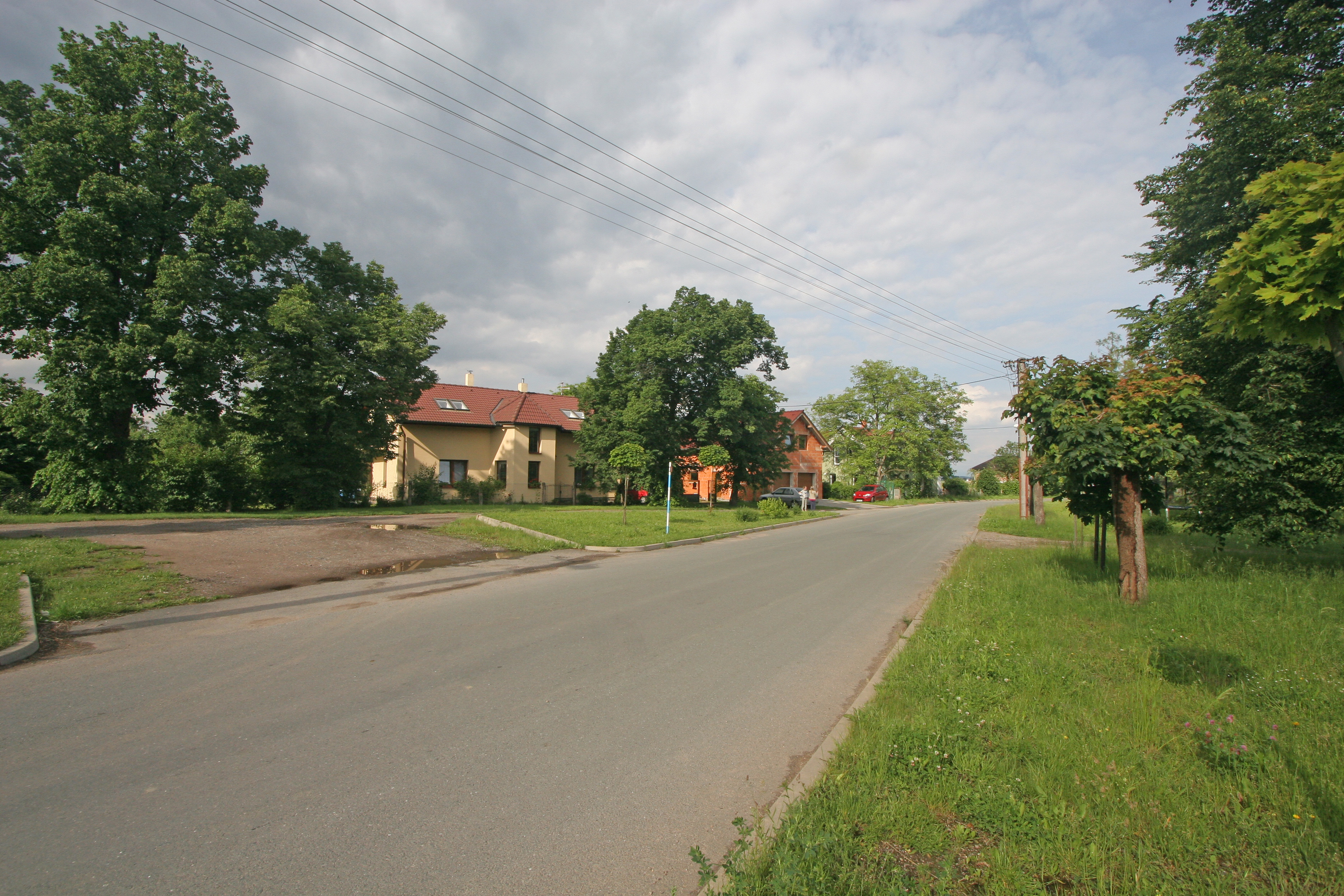
Rue de Hubenice.

## Transports
Par la route, Lhota pod Libčany se trouve à 9,5 km de Opatovice nad Labem, à 13 km de Hradec Králové et à 105 km de Prague. 